# Helmut Körnig
Helmut Körnig (ur. 12 września 1905 w Głogowie, wówczas Glogau w Niemczech, zm. 5 marca 1973 w Dortmundzie) – niemiecki lekkoatleta sprinter, trzykrotny medalista olimpijski.
Odniósł wiele sukcesów w 2. połowie lat 20. i na początku lat. 30. XX wieku. 29 sierpnia 1926 w Halle ustanowił rekord Europy w biegu na 100 metrów wynikiem 10,4 s. Na igrzyskach olimpijskich w 1928 w Amsterdamie Körnig wywalczył dwa medale: brązowy w biegu na 200 metrów i srebrny w sztafecie 4 × 100 metrów (razem z Körnigiem biegli w niej Georg Lammers, Richard Corts i Hubert Houben). Wcześniej w tym samym roku najpierw 20 maja w Düsseldorfie) dwukrotnie wyrównał rekord Europy w sztafecie 4 × 100 metrów czasem 41,0 s (sztafeta biegła w składzie: Lammers, Friedrich-Wilhelm Wichmann, Houben i Körnig), zaś 3 czerwca w Berlinie poprawił go na 40,8 s (w składzie Corts, Houben, Wichmann i Körnig).
14 czerwca 1932 w Kassel był w składzie sztafety 4 × 100 metrów, która ustanowiła rekord świata wynikiem 40,6 s (biegli w niej Körnig, Lammers, Erich Borchmeyer i Arthur Jonath). Na igrzyskach olimpijskich w 1932 w Los Angeles ponownie zdobył srebrny medal w sztafecie 4 × 100 metrów (w składzie: Körnig, Friedrich Hendrix, Borchmeyer i Jonath). Startował również w biegu na 100 metrów, ale odpadł w półfinale.
Dziesięć razy był mistrzem Niemiec: na 100 metrów w 1926, 1927 i 1930, na 200 metrów w 1926, 1927, 1928 i 1930 oraz w sztafecie 4 × 100 m w 1927, 1929 i 1930. Na Akademickich Mistrzostwach Świata w 1930 w Darmstadt zdobył złote medale na 100 metrów, 200 metrów i w sztafecie 4 × 100 metrów. Zdobył również mistrzostwo Wielkiej Brytanii (AAA) w biegu na 100 jardów w 1927.
Zakończył karierę sportową w 1934 po zachorowaniu na dur brzuszny. Prawnik z wykształcenia, pracował jako dziennikarz w Berliner Tageblatt, a następnie jako asystent reżysera w wytwórni UFA. Po II wojnie światowej był referentem w rządzie krajowym w Westfalii, a od 1950 był zatrudniony w DGB. Od 1953 był dyrektorem Westfalenhallen w Dortmundzie. Zmarł krótko po przejściu na emeryturę.